# El Corte Inglés

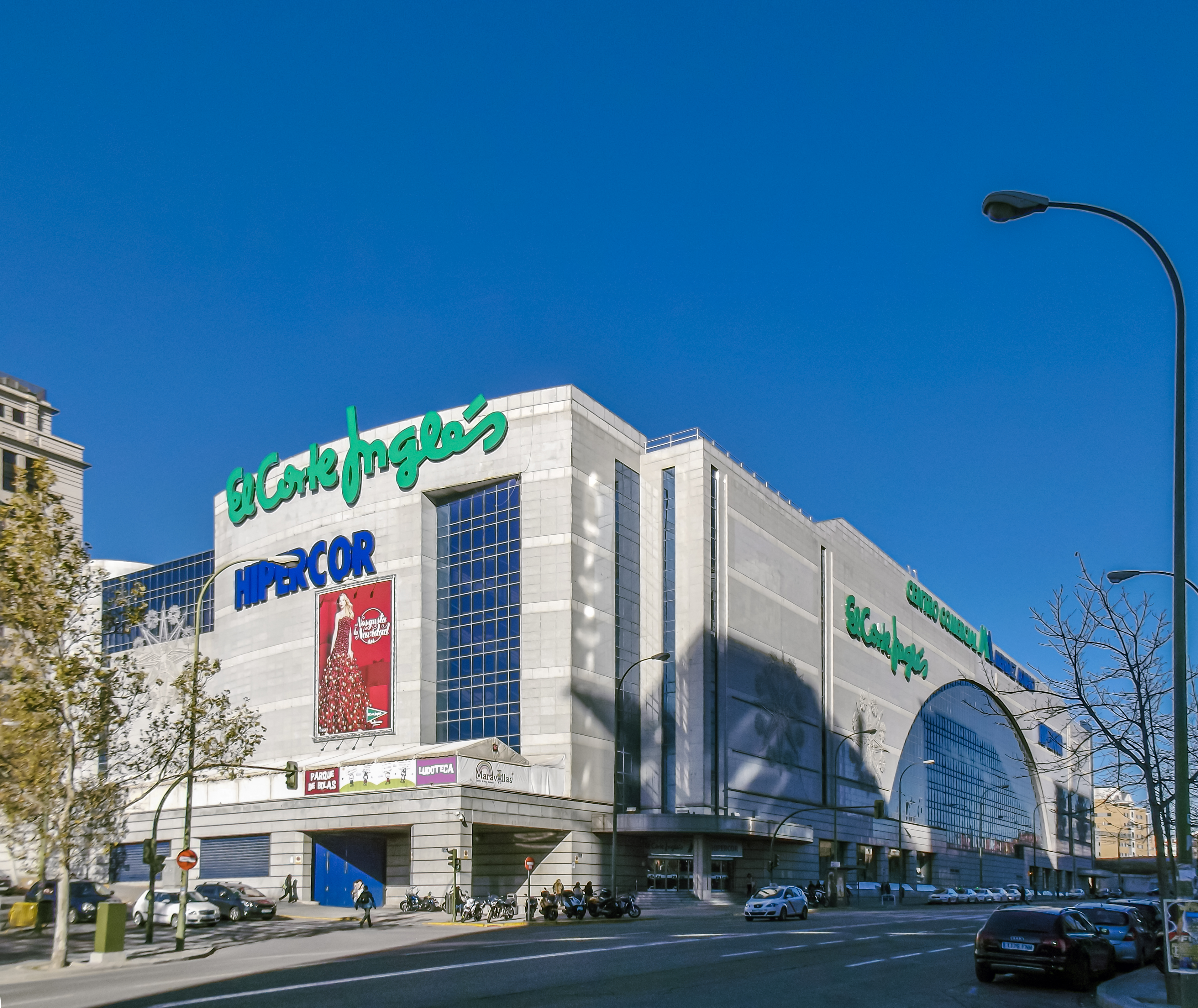
Vestiging in Madrid

El Corte Inglés (De Engelse Snit) is de grootste warenhuisketen van Europa en de op drie na grootste ter wereld. Er zijn filialen in Spanje (inclusief Balearen en Canarische Eilanden) en Portugal.

## Activiteiten
Het Spaanse bedrijf heeft als belangrijkste activiteiten warenhuizen en supermarkten. De warenhuizen gebruiken de naam El Corte Inglés. Verder is het bedrijf eigenaar van hypermarktketens, actief onder de namen Hipercor, Supercor, supermarkten, Opencor gemakswinkels, Bricor bouwmarkten, modeketen Sfera, reisbureauketen Viajes El Corte Inglés en telecombedrijf Telecor. Tot slot is het bedrijf actief in de financiële sector met verzekeringen.
El Corte Inglés behaalt een omzet van ongeveer 15 miljard euro op jaarbasis. De warenhuizen zijn met een aandeel van 60% in de totale omzet de omvangrijkste activiteit. Verder levert de verkoop van reizen een belangrijke bijdrage aan de omzet. De financiële diensten leveren een kleine bijdrage aan de omzet, maar waren in 2015 verantwoordelijk voor een vijfde van de nettowinst.

## Geschiedenis
In 1935 nam Ramón Areces Rodríguez een kleermakerswinkel (opgericht in 1890) over aan de Calle de Preciados in het centrum van Madrid. De naam werd behouden, maar het winkelconcept veranderd. In 1940 werd het eerste warenhuis geopend in een pand aan dezelfde Calle de Preciados op de hoek met de Calle de Tetuán. In 1952 werd het bedrijf omgevormd tot een naamloze vennootschap (Sociedad anónima, S.A.), waarna in 1962 het tweede filiaal werd geopend aan de Plaça de Catalunya in Barcelona. In 1995 nam het bedrijf de failliete concurrent Galerías Preciados over.
In 2001 werd met een filiaal in Lissabon de eerste winkel buiten Spaans grondgebied geopend. In 2006 volgde een filiaal bij Porto.
El Corte Inglés was in 2016, na de Spaanse overheid, de grootste werkgever van Spanje met meer dan 90.000 medewerkers. Het vastgoed van de onderneming werd geschat op 16 miljard euro.